# Concepción, Chile
Concepción là thành phố ở trung bộ Chile, thủ phủ của vùng Biobío, nằm bên sông Biobío. Vùng đại đô thị Concepción (Gran Concepción bao gồm Talcahuano, San Pedro de la Paz, Hualpén, Chiguayante, Penco, Tomé, Lota, Coronel,Hualqui và Concepción) là vùng đô thị lớn thứ hai Chile. Gần thành phố này là các cảng Talcahuano và Tomé, nằm bên vịnh Concepción, một vịnh nằm ở Thái Bình Dương. Concepción là trung tâm thương mại của khu vực nông nghiệp xung quanh. Thành phố này là trung tâm công nghiệp sản xuất các sản phẩm sắt thép, lọc hóa dầu, đồ gỗ và chế biến thực phẩm. Đại học Concepción (thành lập năm 1919) nằm ở thành phố này.
Thành phố được thành lập năm 1550 ở khu vực ngày nay là thành phố Penco và đã là thành phố lớn thứ hai ở Chile dưới thời cai trị của Tây Ban Nha. Năm 1754, thành phố đã được xây lại ở khu vực ngày nay sau một trận động đất năm 1751 phá hủy thành phố. Năm 1818, Chile tuyên bố độc lập tại Concepción. Một trận động đất gần như phá hủy thành phố này năm 1835, hai trận tiếp theo vào năm 1939 và 1960 cũng gây thiệt hại nghiệm trọng.

## Khí hậu
| Dữ liệu khí hậu của Concepcion (Carriel Sur), Chile | Dữ liệu khí hậu của Concepcion (Carriel Sur), Chile | Dữ liệu khí hậu của Concepcion (Carriel Sur), Chile | Dữ liệu khí hậu của Concepcion (Carriel Sur), Chile | Dữ liệu khí hậu của Concepcion (Carriel Sur), Chile | Dữ liệu khí hậu của Concepcion (Carriel Sur), Chile | Dữ liệu khí hậu của Concepcion (Carriel Sur), Chile | Dữ liệu khí hậu của Concepcion (Carriel Sur), Chile | Dữ liệu khí hậu của Concepcion (Carriel Sur), Chile | Dữ liệu khí hậu của Concepcion (Carriel Sur), Chile | Dữ liệu khí hậu của Concepcion (Carriel Sur), Chile | Dữ liệu khí hậu của Concepcion (Carriel Sur), Chile | Dữ liệu khí hậu của Concepcion (Carriel Sur), Chile | Dữ liệu khí hậu của Concepcion (Carriel Sur), Chile |
| Tháng                                               | 1                                                   | 2                                                   | 3                                                   | 4                                                   | 5                                                   | 6                                                   | 7                                                   | 8                                                   | 9                                                   | 10                                                  | 11                                                  | 12                                                  | Năm                                                 |
| --------------------------------------------------- | --------------------------------------------------- | --------------------------------------------------- | --------------------------------------------------- | --------------------------------------------------- | --------------------------------------------------- | --------------------------------------------------- | --------------------------------------------------- | --------------------------------------------------- | --------------------------------------------------- | --------------------------------------------------- | --------------------------------------------------- | --------------------------------------------------- | --------------------------------------------------- |
| Cao kỉ lục °C (°F)                                  | 28.8 (83.8)                                         | 32.8 (91.0)                                         | 30.4 (86.7)                                         | 26.8 (80.2)                                         | 24.7 (76.5)                                         | 21.8 (71.2)                                         | 21.7 (71.1)                                         | 24.9 (76.8)                                         | 28.4 (83.1)                                         | 27.2 (81.0)                                         | 27.5 (81.5)                                         | 33.2 (91.8)                                         | 33.2 (91.8)                                         |
| Trung bình ngày tối đa °C (°F)                      | 22.1 (71.8)                                         | 21.8 (71.2)                                         | 20.3 (68.5)                                         | 17.9 (64.2)                                         | 15.3 (59.5)                                         | 13.4 (56.1)                                         | 12.9 (55.2)                                         | 13.6 (56.5)                                         | 14.9 (58.8)                                         | 16.6 (61.9)                                         | 18.7 (65.7)                                         | 20.9 (69.6)                                         | 17.4 (63.3)                                         |
| Trung bình ngày °C (°F)                             | 16.9 (62.4)                                         | 16.4 (61.5)                                         | 15.0 (59.0)                                         | 12.9 (55.2)                                         | 11.5 (52.7)                                         | 9.8 (49.6)                                          | 9.2 (48.6)                                          | 9.7 (49.5)                                          | 10.7 (51.3)                                         | 12.2 (54.0)                                         | 14.0 (57.2)                                         | 15.9 (60.6)                                         | 12.8 (55.0)                                         |
| Tối thiểu trung bình ngày °C (°F)                   | 11.1 (52.0)                                         | 10.9 (51.6)                                         | 9.6 (49.3)                                          | 8.4 (47.1)                                          | 8.0 (46.4)                                          | 6.6 (43.9)                                          | 5.9 (42.6)                                          | 6.0 (42.8)                                          | 6.5 (43.7)                                          | 7.6 (45.7)                                          | 8.9 (48.0)                                          | 10.5 (50.9)                                         | 8.3 (46.9)                                          |
| Thấp kỉ lục °C (°F)                                 | 1.4 (34.5)                                          | 4.8 (40.6)                                          | 1.0 (33.8)                                          | −1.0 (30.2)                                         | −1.4 (29.5)                                         | −1.3 (29.7)                                         | −3.0 (26.6)                                         | −1.8 (28.8)                                         | −0.8 (30.6)                                         | 0.2 (32.4)                                          | 0.1 (32.2)                                          | 1.5 (34.7)                                          | −3.0 (26.6)                                         |
| Lượng Giáng thủy trung bình mm (inches)             | 17.6 (0.69)                                         | 15.1 (0.59)                                         | 22.7 (0.89)                                         | 68.5 (2.70)                                         | 201.9 (7.95)                                        | 241.3 (9.50)                                        | 209.9 (8.26)                                        | 137.2 (5.40)                                        | 91.3 (3.59)                                         | 64.3 (2.53)                                         | 36.7 (1.44)                                         | 24.1 (0.95)                                         | 1.130,6 (44.51)                                     |
| Số ngày mưa trung bình (≥ 1.0 mm)                   | 2.6                                                 | 2.6                                                 | 3.7                                                 | 7.6                                                 | 14.5                                                | 16.1                                                | 15.3                                                | 13.5                                                | 10.2                                                | 7.6                                                 | 4.8                                                 | 3.5                                                 | 102.0                                               |
| Độ ẩm tương đối trung bình (%)                      | 75                                                  | 77                                                  | 80                                                  | 83                                                  | 87                                                  | 88                                                  | 86                                                  | 85                                                  | 82                                                  | 81                                                  | 78                                                  | 76                                                  | 82                                                  |
| Số giờ nắng trung bình tháng                        | 334.8                                               | 271.2                                               | 248.0                                               | 183.0                                               | 136.4                                               | 108.0                                               | 133.3                                               | 155.0                                               | 192.0                                               | 238.7                                               | 282.0                                               | 331.7                                               | 2.614,1                                             |
| Số giờ nắng trung bình ngày                         | 10.8                                                | 9.6                                                 | 8.0                                                 | 6.1                                                 | 4.4                                                 | 3.6                                                 | 4.3                                                 | 5.0                                                 | 6.4                                                 | 7.7                                                 | 9.4                                                 | 10.7                                                | 7.2                                                 |
| Nguồn 1: Dirección Meteorológica de Chile           |                                                     |                                                     |                                                     |                                                     |                                                     |                                                     |                                                     |                                                     |                                                     |                                                     |                                                     |                                                     |                                                     |
| Nguồn 2: Universidad de Chile (nắng)                |                                                     |                                                     |                                                     |                                                     |                                                     |                                                     |                                                     |                                                     |                                                     |                                                     |                                                     |                                                     |                                                     |

## Thành phố kết nghĩa
- - Cascavel, Brasil
- - Bethlehem, Palestin
- - Guayaquil, Ecuador
- - Rosario, Argentina
- - La Plata, Argentina

## Gallery

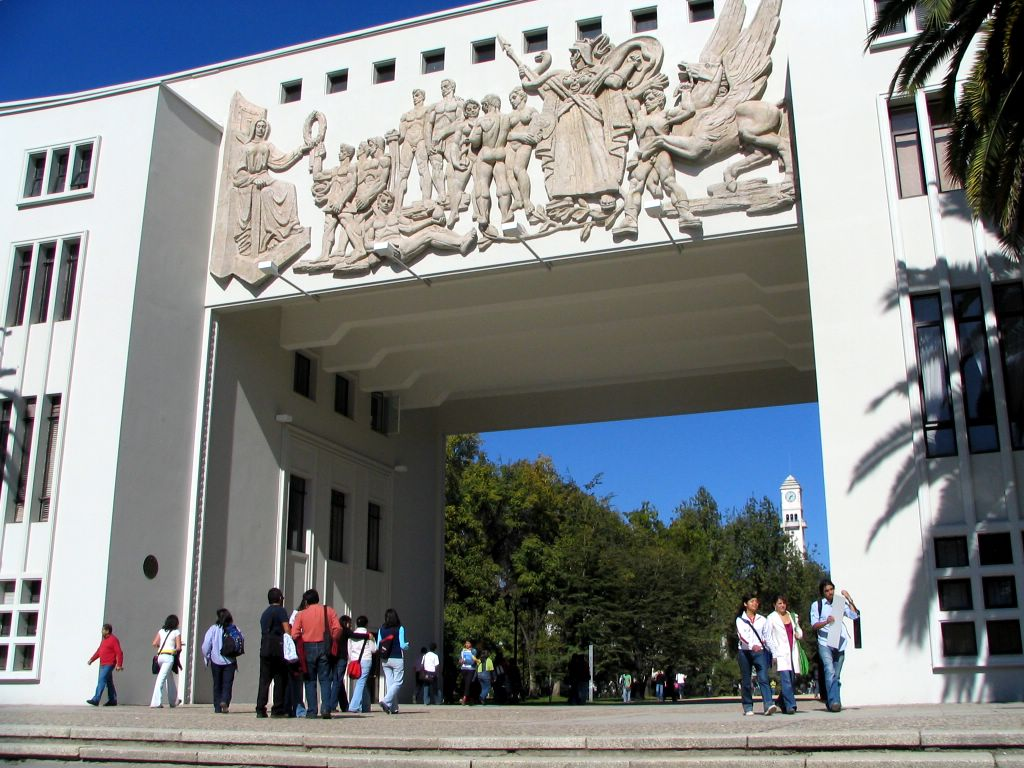
Arco de Medicina (Cổng Y khoa) ở trong khu trường sở tại Concepción của Universidad de Concepción.
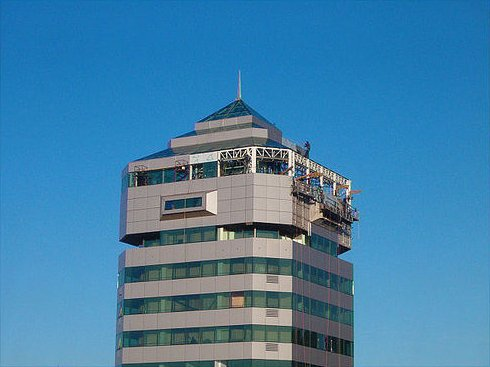
Tháp Andes
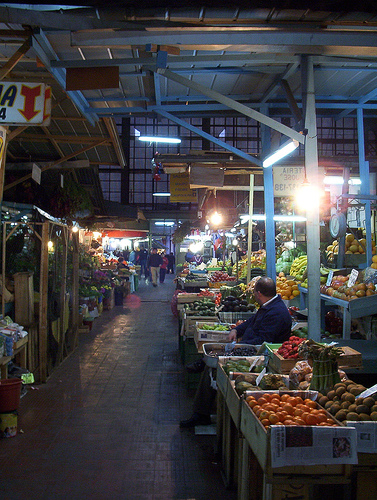
Chợ trung tâm Concepción
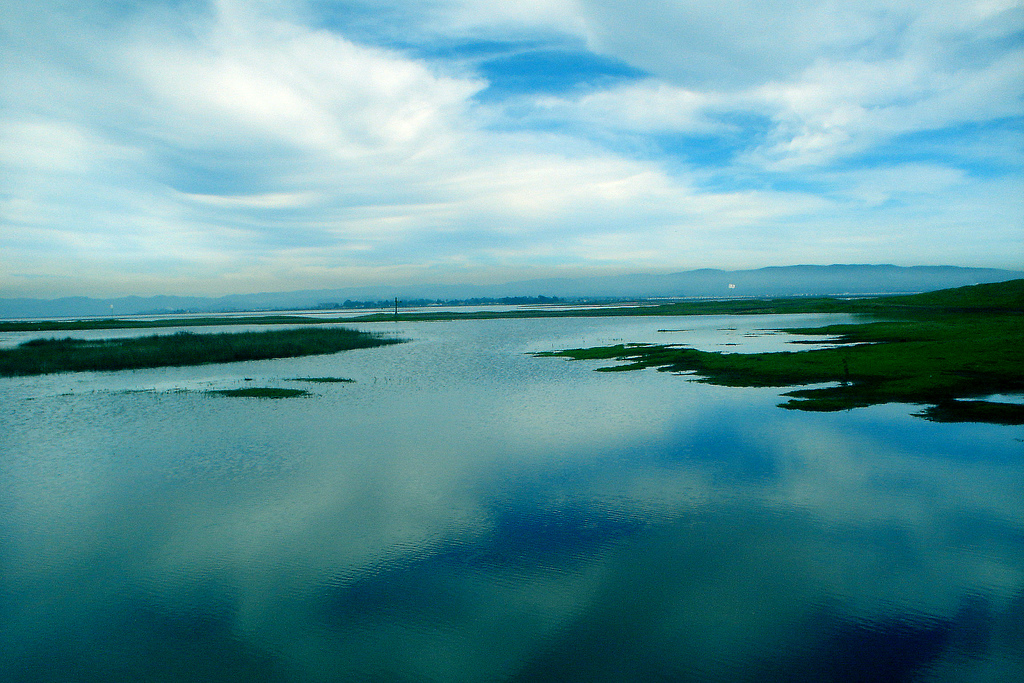
Cuối sông Bío-Bío River.
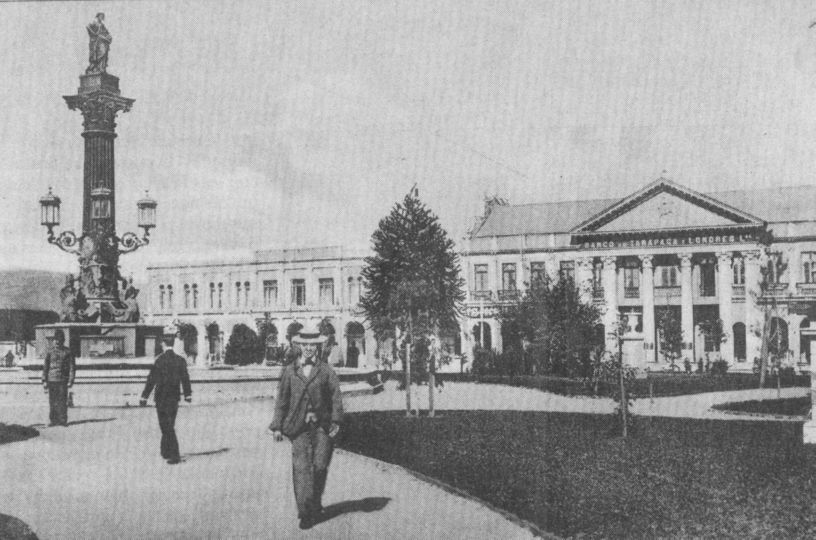
Plaza de la Independencia năm 1910
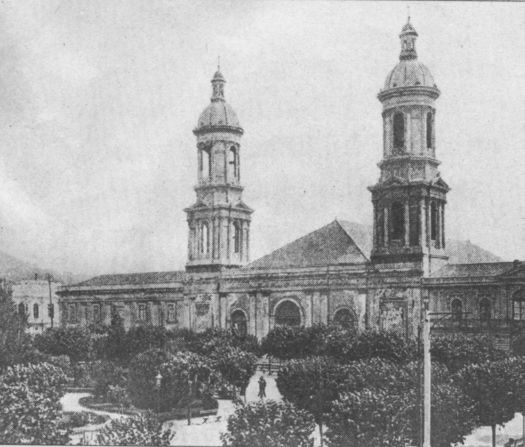
Đại giáo đường Concepción. Nó đã bị phá hủy trong trận động đất năm 1939
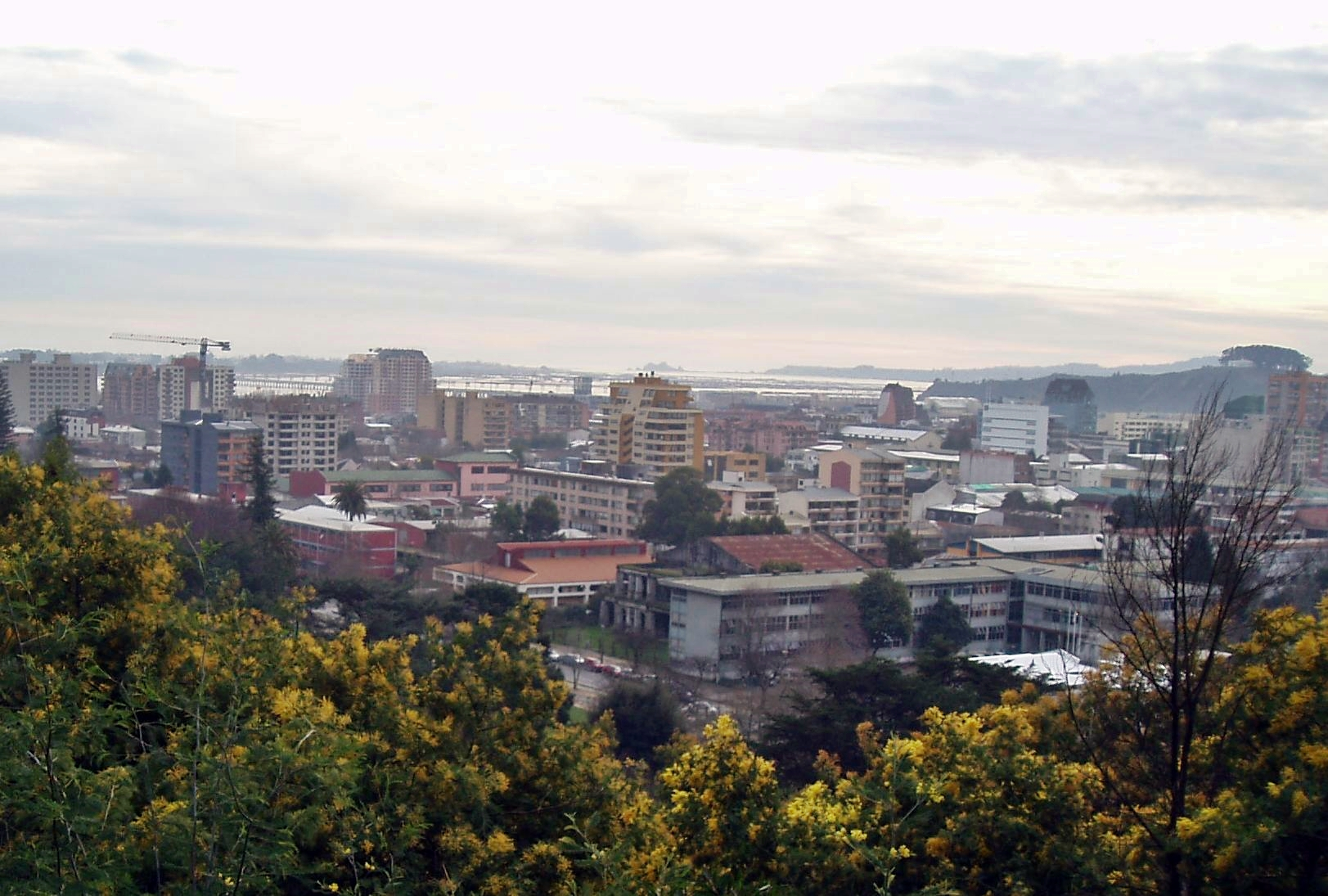
Concepción
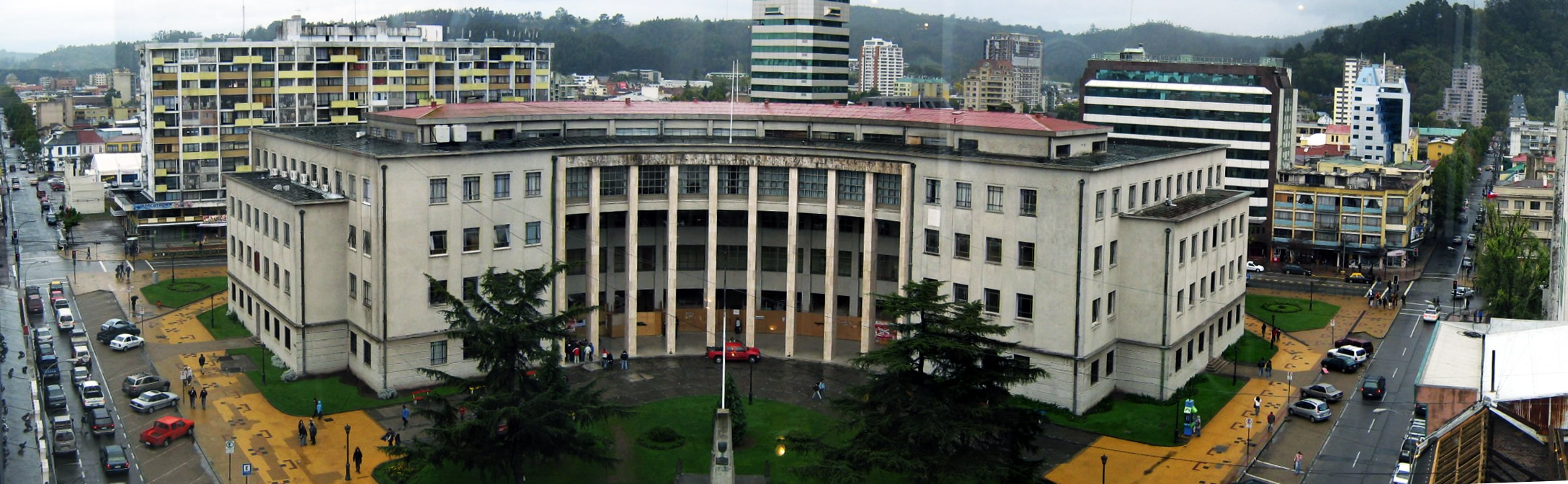
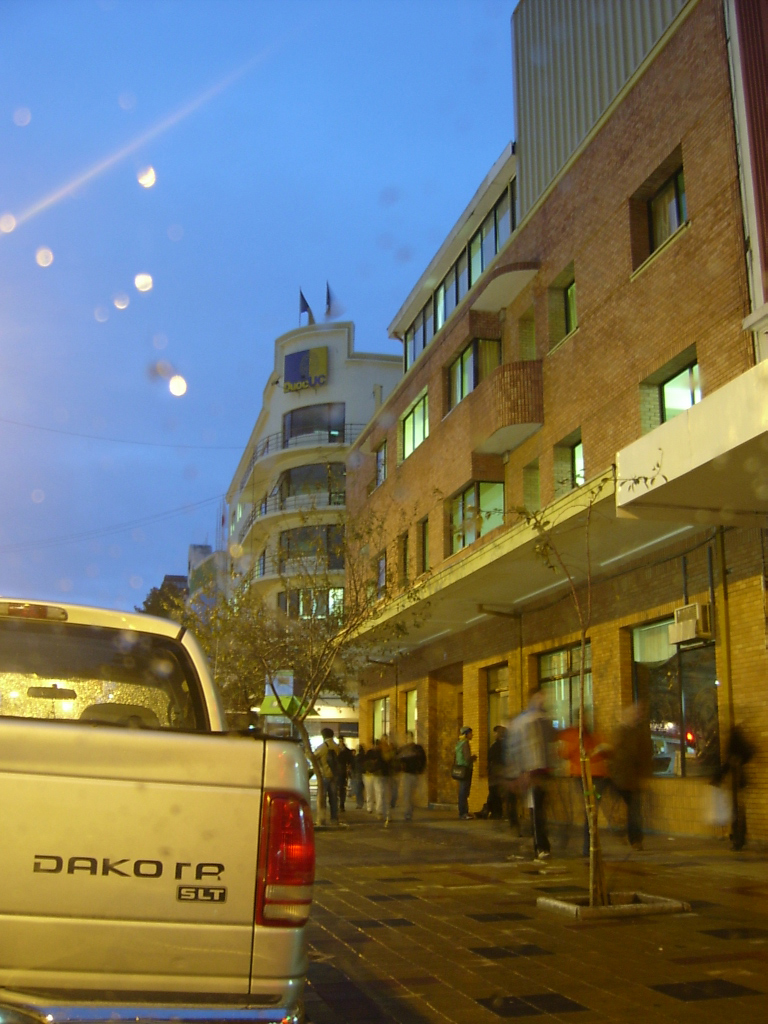